# Seiichirō Nakagawa
Seiichirō Nakagawa (* 7. Juni 1979 in Kumamoto) ist ein ehemaliger japanischer Bahnradsportler, der auf die Kurzzeitdisziplinen im Bahnradsport spezialisiert war.

## Sportliche Laufbahn
Jahr 2013 wurde Seiichirō Nakagawa japanischer Meister im 1000-Meter-Zeitfahren. Bei den Südostasienspielen im selben Jahr errang er Silber im Sprint. Bei den Asienspielen 2014 gewann er den Sprint-Wettbewerb und belegte gemeinsam mit Tomoyuki Kawabata und Kazunari Watanabe Platz drei im Teamsprint. In der Qualifikation für den Sprint über 200 Meter stellte er mit 9,942 Sekunden einen neuen Spiele-Rekord auf. Bei den Asienmeisterschaften holte er zwei Medaillen, Silber im Sprint und Bronze im Teamsprint (mit Kazunari Watanabe und Yudai Nitta). Zwei Jahre später errang er bei den Asienmeisterschaften im Teamsprint erneut Bronze (mit Kazunari Watanabe und Kazuki Amagai).
2012 nahm Nakagawa an den Olympischen Spielen in London gemeinsam mit Watanabe und Nitta am Teamsprintwettbewerb teil; das Trio belegte Platz acht. Bei den Olympischen Spielen 2016 in Rio de Janeiro wurde er 25. im Sprint.

## Erfolge
2012
- Asienmeisterschaft – Teamsprint (mit Kazunari Watanabe und Yudai Nitta)

2013
- Südostasienspiele – Sprint
- Japanischer Meister – 1000-Meter-Zeitfahren

2014
- Asienspielesieger – Sprint
- Asienspiele – Teamsprint (mit Tomoyuki Kawabata und Kazunari Watanabe)
- Asienmeisterschaft – Sprint
- Asienmeisterschaft – Teamsprint (mit Kazunari Watanabe und Yudai Nitta)

2016
- Asienmeisterschaft – Teamsprint (mit Kazunari Watanabe und Kazuki Amagai)